# Radikal 114
Radikal 114 mit der Bedeutung „Spur, Fußstapfen“ ist eines von 23 der 214 traditionellen Radikale der chinesischen Schrift, die mit fünf Strichen geschrieben werden. Mit 5 Zeichenverbindungen in Mathews’ Chinese-English Dictionary gibt es sehr wenige Schriftzeichen, die unter diesem Radikal im Lexikon zu finden sind.
Das Radikal „Spur“ nimmt nur in der Langzeichen-Liste traditioneller Radikale, die aus 214 Radikalen besteht, die 114. Position ein. In modernen Kurzzeichen-Wörterbüchern fehlt dieses Radikal vollständig.
Das ursprüngliche Piktogramm dieses Schriftzeichens zeigt die Spur eines Vierfüßlers. Von ihm selbst sieht man noch den Schwanz durch die Bretter des Karrens hindurch. Ein vor einen Wagen gespanntes Tier, mit dem Schwanz wedelnd, heißt so viel wie „abreisen“. In seiner ursprünglichen Form erscheint es in einem Zeichen, das Goldamsel und im übertragenen Sinne „verlassen“ heißt. 

## Schriftzeichenverbindungen, die vom Radikal 114 regiert werden
| Striche | Zeichen |
| ------- | ------- |
| +0      | 禸      |
| +04     | 禹 禺   |
| +06     | 离      |
| +07     | 禼      |
| +08     | 禽      |
| +09     | 歶      |

 Im Unicodeblock Kangxi-Radikale ist das Radikal 114 unter der Codepointnummer 12.145 (U+2F71) codiert.